# Shinshin Tōitsu Aikido Kai
Shinshin Toitsu Aikido Kai, bis 2010 Ki no Kenkyukai (engl. „Ki Society“, dt. „Ki-Gesellschaft“), ist die von Kōichi Tōhei gegründete Organisation für Shinshin-Tōitsu Dō („Weg der Einheit von Geist und Körper“), Shinshin-Tōitsu Aikidō („Aikidō in Einheit von Geist und Körper“) und Kiatsu (Akupressur mit Ki). Seit 2010 ist sie in Japan als Non-Profit-Organisation staatlich registriert.

## Geschichte
Kōichi Tōhei war bis weit nach Morihei Ueshibas Tod hinaus der Chef-Ausbilder des Aikikai. Nach Unstimmigkeiten innerhalb des Aikikai über die Lehrmethoden und die Entwicklung des Aikidō gründete er 1971 den Ki no Kenkyukai und verließ 1974 schließlich den Aikikai. Diesem Schritt folgte auch Koretoshi Maruyama, mit dem Tohei bis zu dessen Rückzug in ein Zen-Kloster (1991) zusammenarbeitete. Das Shinshin-Tōitsu Aikidō (Ki Aikido) war seither dem Ki no Kenkyukai eingegliedert. Präsident des Ki no Kenyukai war bis zum Jahr 2007 Kōichi Tōhei, Nachfolger ist seit Oktober 2007 sein Sohn Shinichi Tōhei. 2010 wurde der Ki no Kenkyukai in Shinshin Tōitsu Aikido Kai umbenannt. Ki-Society bleibt weiterhin der international verwendete Name.
Im Jahr 2002 verließ Kenjiro Yoshigasaki den Ki no Kenkyukai (Ki Society) und gründete einen eigenen internationalen Dachverband, die Ki No Kenkyukai Association Internationale.
Seit 1995 hat sich Koretoshi Maruyama wieder dem Aikidō zugewandt und Aikidō-Yuishinkai entwickelt.

### Verbreitung
Das Hauptquartier des Shinshin Tōitsu Aikido Kai (Ki Society) befindet sich in Ichikai in der Präfektur Tochigi in Japan. Nach eigenen Angaben gehören dem Verband weltweit 30.000 Personen an. Die größte Verbreitung hat Shinshin-Tōitsu Aikidō in Nordamerika und Hawaii. In Europa gibt zur Zeit 11 Dojos in Deutschland, 13 in Spanien, einen in den Niederlanden, einen in Italien, einen in Belgien, einen in Slowenien und acht in Großbritannien, die der Organisation angehören.

## Prinzipien des Shinshin-Tōitsu Do
Zur Vereinigung von Geist und Körper im Shinshin-Tōitsu Do hat Koichi Tohei vier Grundprinzipien aufgestellt, die derart aufeinander bezogen sind, dass kein Prinzip ohne die anderen realisiert werden kann und die anderen zugleich erreicht werden, wenn ein Prinzip verfolgt wird.

### Den Einen Punkt halten
Das erste Prinzip bezieht sich auf einen bestimmten Punkt im Unterbauch, der in Japan als Ki kai tanden (das Meer aus Ki) bezeichnet wird. Dieser eine Punkt bildet den Körperschwerpunkt, an dem der Unterleib den Oberkörper trägt, und befindet sich etwa drei Finger breit unterhalb des Bauchnabels. Das Prinzip, den Einen Punkt zu halten, besagt, dass der Geist in diesem Punkt ruhen und über ihn die Einheit von Geist und Körper realisieren soll.

### Sich vollkommen entspannen
Das zweite Prinzip besagt, dass die Einheit von Geist und Körper in vollkommener Entspannung zustande kommt. Verspannungen des Körpers oder des Geistes (z. B. Stress) zerstören die ursprüngliche Einheit und die Leistungsfähigkeit von Körper und Geist. Dabei muss zwischen ausgeruhter Entspannung und Erschlaffung, der Folge geistiger und körperlicher Verspannungen, unterschieden werden. Vollkommene Entspannung ist ein kraftvoller Zustand.

### Das Gewicht unten halten
Das dritte Prinzip entspricht der Schwerkraft, die dem Körper Stabilität verleiht, und betont die Standfestigkeit und Ruhe, aus der heraus Aktivität erwächst. Das Bewusstsein der natürlichen Schwere und Standfestigkeit gibt Vertrauen und unterstützt die vollkommene Entspannung.

### Ki fließen lassen
Das vierte Prinzip drückt die Einheit mit dem Universum aus. Das persönliche Ki ist eine temporäre Form des universellen Ki, aus dem es kommt und in das es zurückkehrt. Ki fließen zu lassen, benennt die Vereinigung sowohl von Geist und Körper als auch die Harmonie mit dem Universum. Frei strömendes Ki entwickelt geistige und körperliche Stärke und fördere die Gesundheit, während (z. B. durch Verspannungen) blockiertes Ki Körper und Geist schwächt.

## Shinshin-Tōitsu Aikidō
Shinhin-Tōitsu Aikidō ist ein Aikidō-Stil, der Anfang der 1970er Jahre von Koichi Tohei entwickelt wurde. Shinshin-Tōitsu Aikidō und die von Schülern Tōheis begründeten Stile werden oft unter dem Begriff Ki-Aikidō zusammengefasst.
Für Ki-Aikido behalten die vier Prinzipien des Shinshin-Tōitsu Do ihre Gültigkeit, zusätzlich werden aber im Shinshin-Tōitsu Aikidō fünf Prinzipien des Aikidō benannt, die in allen Übungen und Situationen beachtet werden sollen:
- Ki fließen lassen
- Den Geist des Partners erkennen
- Das Ki des Partners erkennen
- Sich an die Stelle des Partners versetzen
- Mit Selbstvertrauen führen